# Francia en los Juegos Olímpicos de Helsinki 1952
Francia estuvo representada en los Juegos Olímpicos de Helsinki 1952 por un total de 245 deportistas que compitieron en 18 deportes.  
El portador de la bandera en la ceremonia de apertura fue el atleta Ignace Heinrich.

## Medallistas
El equipo olímpico francés obtuvo las siguientes medallas:
| Nombre                                                                                           | Deporte          | Competición                |
| ------------------------------------------------------------------------------------------------ | ---------------- | -------------------------- |
| Oro                                                                                              |                  |                            |
| Christian d'Oriola                                                                               | Esgrima          | Florete ind. M             |
| Jéhan Buhan Christian d'Oriola Jacques Lataste Claude Netter Jacques Noël Adrien Rommel          | Esgrima          | Florete por eqs. M         |
| Pierre Jonquères d'Oriola (Ali Baba)                                                             | Hípica           | Saltos ind.                |
| Jean Boiteux                                                                                     | Natación         | 400 m libre M              |
| Jean Laudet Georges Turlier                                                                      | Piragüismo       | C2 10 000 m M              |
| Bernard Malivoire Gaston Mercier Raymond Salles                                                  | Remo             | Dos con timonel (M2+) M    |
| Plata                                                                                            |                  |                            |
| Alain Mimoun                                                                                     | Atletismo        | 5000 m M                   |
| Alain Mimoun                                                                                     | Atletismo        | 10 000 m M                 |
| Guy Lefrant (Verdun)                                                                             | Hípica           | Concurso completo ind.     |
| Gilbert Bozon                                                                                    | Natación         | 100 m espalda M            |
| Pierre Blondiaux Marc Bouissou Roger Gautier Jean-Jacques Guissart                               | Remo             | Cuatro sin timonel (M4-) M |
| Mady Moreau                                                                                      | Saltos           | Trampolín 3 m F            |
| Bronce                                                                                           |                  |                            |
| Joseph Ventaja                                                                                   | Boxeo            | Pluma (57 kg) M            |
| Jacques Anquetil Claude Rouer Alfred Tonello Roland Bezamat                                      | Ciclismo en ruta | Ruta por eqs. M            |
| Jean Laroyenne Jacques Lefèvre Jean Levavasseur Bernard Morel Maurice Piot Jean-François Tournon | Esgrima          | Sable por eqs. M           |
| André Jousseaume (Harpagon)                                                                      | Hípica           | Doma ind.                  |
| Joseph Bernardo Jean Boiteux Aldo Eminente Alexandre Jany                                        | Natación         | 4 × 200 m libre M          |
| Louis Gantois                                                                                    | Piragüismo       | K1 1000 m M                |